# Tension superficielle
 (juillet 2020).
Si vous disposez d'ouvrages ou d'articles de référence ou si vous connaissez des sites web de qualité traitant du thème abordé ici, merci de compléter l'article en donnant les références utiles à sa vérifiabilité et en les liant à la section « Notes et références ».

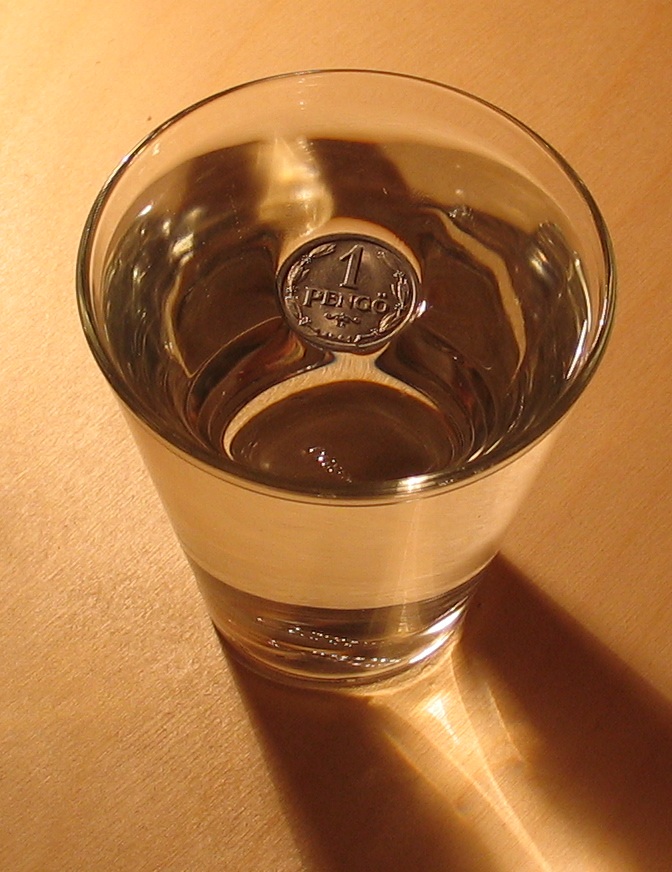
La tension superficielle permet à un pengő hongrois en aluminium de ne pas couler au fond du verre d'eau (bien que l'aluminium soit plus dense que l'eau)…

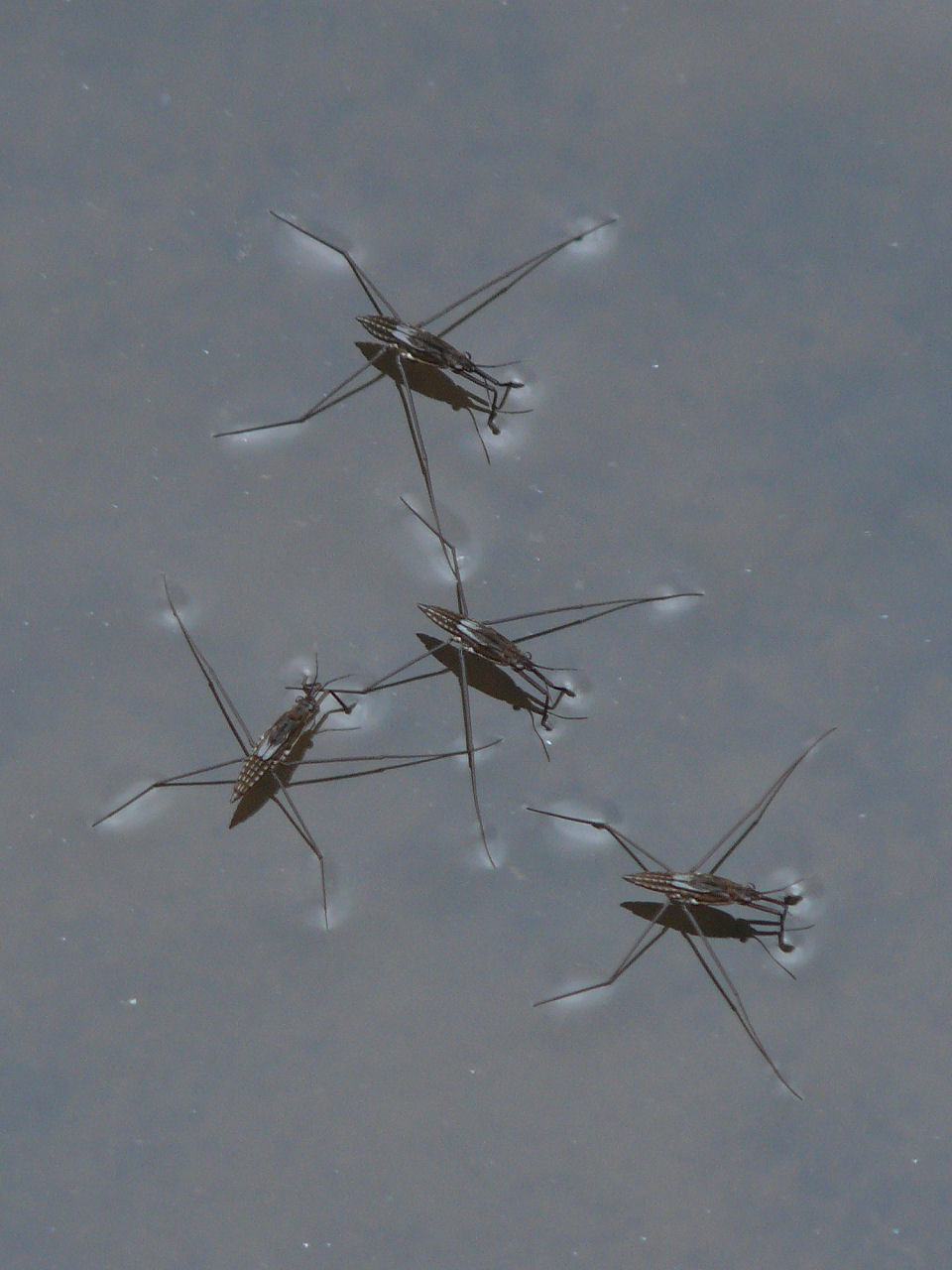
...et aux gerridés de se déplacer à la surface d'une mare.

La tension superficielle, est un phénomène physico-chimique lié aux interactions moléculaires d'un fluide. Elle résulte de l'augmentation de l'énergie à l'interface entre deux fluides. Le système tend vers un équilibre qui correspond à la configuration de plus basse énergie, il modifie donc sa géométrie pour diminuer l'aire de cette interface. La force qui maintient le système dans cette configuration est la tension superficielle.
Une conséquence est que pour augmenter l'aire de l'interface, il faut appliquer une force suffisante, sinon le système reste dans sa configuration de surface minimale. Cet effet permet par exemple à certains insectes de marcher sur l'eau, à un objet léger de se maintenir à la surface d'un liquide, à la rosée de ne pas s'étaler sur les pétales de fleurs, et explique la capillarité.

## Description

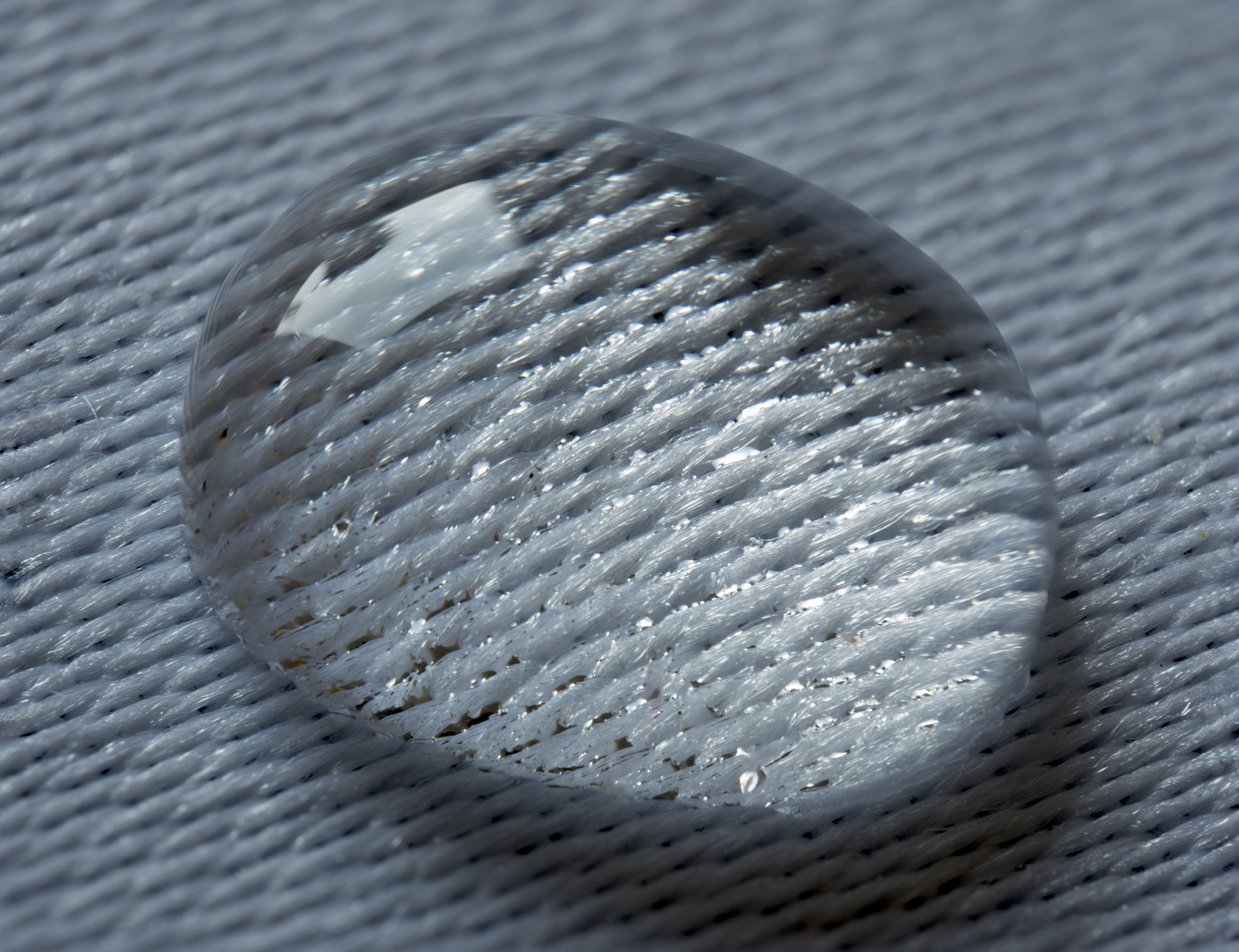
Une goutte d'eau sur un tissu Damas.

À la surface d'un milieu dense (liquide ou solide) ou à l'interface entre deux milieux denses, la matière n'est pas, localement, rigoureusement dans le même état qu'au sein des milieux denses : les molécules présentes à l'interface interagissent avec celles de l'autre milieu, alors que celles situées au sein de la matière n'interagissent qu'avec leurs semblables. L'interaction entre les deux milieux produit une certaine instabilité (par comparaison avec l'intérieur) : l'état local à l'interface possède une énergie légèrement supérieure. À la surface ou interface est donc associée une certaine énergie par unité de surface (exprimée en joules par mètre carré — J/m2) dont l'origine est la force de cohésion entre molécules identiques. Un point de vue équivalent est qu'il existe, au voisinage de la surface ou interface, une certaine contrainte en tension dans le milieu ; c'est une force par unité de longueur, exprimée en newtons par mètre (N/m).
On parle donc indifféremment d'énergie surfacique ou de tension linéique (1 J/m2 = 1 N/m).
On a l'habitude, pour l'interface entre deux milieux denses, de parler de tension interfaciale, d'énergie interfaciale ou d'énergie d'interface. Entre un milieu dense et un gaz, on parle souvent plutôt de tension superficielle, de tension de surface ou d'énergie de surface.
La tension superficielle explique en outre la formation des bulles de savon et la coalescence des gouttes ou des bulles.

## Exemples simples et expériences
Le phénomène de la tension superficielle est exploité naturellement par des insectes pour rester à la surface de l'eau.
Aussi, un certain nombre d'expériences simples permettent de mettre en évidence la tension superficielle.
Si l'on reprend la photo du pengo ci-dessus, la pièce qui intuitivement, au regard de la densité de l'aluminium, devrait tomber au fond du verre reste à la surface du liquide : le Poids de l'objet est trop faible pour briser l'équilibre, la tension de surface. Une autre expérience peut être réalisée avec un trombone posé délicatement à la surface de l'eau.

### Forme d'une goutte
Dans le cas d'une goutte d'un liquide A au sein d'un fluide B, l'énergie est minimale lorsque la surface est minimale. Or, la forme correspondant à la plus petite surface possible enserrant un volume donné est une sphère. C'est pour cela que les gouttes d'eau ont une forme sphérique. En réalité, la gravité joue également pour déterminer la forme de la goutte. Voir l'article sur les gouttes.

### Coalescence de deux gouttes

Coalescence de deux gouttes : la surface totale diminue lorsque les deux gouttes fusionnent.

Si deux gouttes entrent en contact, elles peuvent fusionner et ainsi former une seule goutte (coalescence), toujours pour minimiser l'énergie totale, produit de la tension superficielle par la surface totale. En effet, la surface totale du liquide est ainsi amoindrie.
Exemple de calcul pour deux gouttes de même rayon {\displaystyle R} :
- Leur volume {\displaystyle V\,} est proportionnel au cube de leur rayon {\displaystyle R^{3}}.
 Le volume {\displaystyle 2V\,} de la goutte résultante est donc proportionnel à {\displaystyle 2\,R^{3}} et a donc un rayon égal à {\displaystyle 2^{1/3}\,R}.
- Leur surface est égale à {\displaystyle 4\pi \,R^{2}} chacune, soit {\displaystyle 8\pi \,R^{2}} au total.
 La goutte résultante, quant à elle, a une surface {\displaystyle 4\pi \,\left(2^{1/3}\,R\right)^{2}\simeq 6,3\pi \,R^{2}}, donc moindre que celle des deux gouttes initiales.

Les gouttes peuvent se séparer en apportant de l'énergie (sous forme cinétique) dans une partie du liquide pour contrecarrer la tension superficielle. Cette énergie peut être apportée par une différence locale de température, ce qui modifie localement la pression hydrostatique et produit une dilatation locale d'une partie du liquide, si cette dilatation est plus rapide que la propagation de température par conductivité thermique.

### Ménisque de l'eau dans un verre
Lorsque l'on met de l'eau dans un verre, elle remonte d'environ un millimètre, le long de la paroi, en adoptant une forme concave ; ceci est particulièrement visible dans le cas d'un tube à essai (environ 1 cm de diamètre). C'est ce que l'on appelle un ménisque. À l'inverse, il est possible de faire dépasser la surface de l'eau du bord du verre sans qu'elle ne s'écoule en dehors de celui-ci, la surface de l'eau adopte une forme convexe.

### Goutte qui pend sans tomber
C'est la tension superficielle qui retient la goutte au support ; la masse de la goutte qui tombe d'un compte-goutte est donnée par la loi de Tate.

### Action de la tension superficielle sur un fil souple

Explosion d'une partie d'une bulle.

Couper une bouteille en plastique. Poncer son bord de manière à faire disparaître les imperfections de la découpe. Percer deux trous diamétralement opposés à 5 mm du bord. Placer un fil légèrement détendu en travers de l'ouverture. Poser l'ouverture dans un récipient contenant de l'eau dans laquelle on a dilué un peu de liquide vaisselle, afin de créer une bulle. Rompre la partie inférieure de la bulle pour montrer que la force de tension superficielle qui minimise la partie supérieure est assez grande pour soulever le fil.

### Propulsion à l'huile ou au savon

Bateau à réaction.

Découper une pièce de plastique d'environ trois centimètres (la colorer la rend plus facilement visible). Y découper une fente d'un millimètre de large. La poser sur l'eau d'un récipient. Déposer une goutte d'huile ou de savon liquide dans la fente. La pièce est propulsée par la force de tension superficielle.
On ne peut pas rééditer l'expérience sans changer l'eau contenue dans le récipient, car une goutte de liquide vaisselle abaisse tellement la tension superficielle qu'une deuxième goutte ne peut pas la diminuer suffisamment.

### Fontaine de soda
Dans un soda, les molécules du gaz carbonique dissous sont solvatées, les molécules d'eau forment un bouclier autour du CO2 ; si l'on secoue la bouteille, on vainc la tension superficielle du bouclier et les molécules de CO2 se regroupent pour former des bulles ; ou bien en utilisant une poudre, les petits grains abaissent la tension superficielle, on peut par exemple mettre des chewing-gums (on obtient ainsi l'Effet geyser du mélange Mentos-boisson gazeuse).

### Cas du gerris
Les gerris (ou punaises d'eau) sont des insectes qui ont la capacité de marcher sur l'eau grâce à la tension de surface. Les gerris mesurent environ 15 mm, on peut donc estimer la longueur de la partie des pattes en contact avec l'eau à {\displaystyle l=3} mm. Le diamètre des pattes (poils hydrophobes compris) peut être considéré comme négligeable devant leur longueur. La masse d'un gerris est de l'ordre de 80 mg.

On peut estimer la force de réaction de l'eau sur les pattes de l'animal via la tension superficielle en estimant la longueur de la ligne de contact triple entre les pattes, l'air et l'eau. On a 4 longues pattes hydrophobes, avec un contact de part et d'autre. Cela mène à une force (en prenant {\displaystyle \gamma \simeq 70\;\mathrm {mN/m} })
{\displaystyle F=8\gamma l\simeq 8\cdot 3.10^{-3}\cdot 70.10^{-3}\simeq 1,7\,\mathrm {mN} }

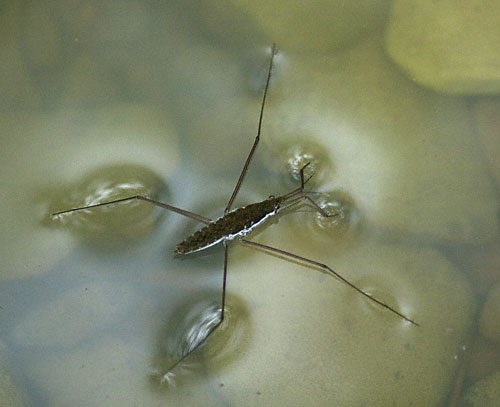
Gerris marchant sur l'eau. L'animal soutient son poids via 4 longues pattes hydrophobes.

à comparer avec le poids de l'insecte 
{\displaystyle P=mg\simeq 80.10^{-6}\cdot 10\simeq 0,8\,\mathrm {mN} .}
On comprend donc pourquoi cet animal peut se déplacer sur l'eau. On voit cependant que si l'eau est polluée par des tensioactifs, et que la tension superficielle descend à 20 mN/m, l'insecte coule. C'est ce qui fait de la présence de cet insecte un bon indicateur du niveau de pollution d'un cours d'eau.

### Autres phénomènes
Un liquide peut monter (ou descendre) dans un tube suffisamment fin (nommé tube capillaire par référence à l'épaisseur d'un cheveu) : c'est l'effet de capillarité, régi par la loi de Jurin.

## Mesure de la tension superficielle
Il est capital dans l'industrie de connaître la tension superficielle d'un matériau. En effet, plus celle-ci est élevée plus le matériau sera apte à être imprimé ou collé par exemple. Au contraire, plus le matériau a un niveau de tension de surface bas, plus il servira de filtre (hydrophobe voire oléophobe). La notion de tension superficielle est omniprésente notamment dans les industries du plastique, de la céramique ou du métal.
Pour le plastique, il s'agit de savoir si on peut imprimer ou coller tel ou tel matériau, savoir si le matériau a été traité pour cela… Pour les métaux, mesurer la tension superficielle sert à savoir si le matériau est propre et donc apte au processus de transformation.

### Définition

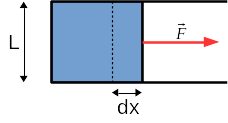
Cadre déposé à la surface d'un fluide. On applique une force sur la paroi mobile pour augmenter la surface délimitée par le cadre.

La tension superficielle est définie à partir de la force qu'il faut exercer pour augmenter la surface d'un système. Considérons un récipient contenant un fluide. À sa surface, on dispose un cadre rectangulaire composé de trois parois fixes et d'une mobile. On applique ensuite une force {\displaystyle {\vec {F}}} tangentielle à la surface pour augmenter la surface délimitée par le cadre. On constate que pour un fluide donné l'intensité de la force est directement proportionnelle à la longueur {\displaystyle L}. L'intensité de cette force peut donc s'écrire :
{\displaystyle F=2\ \gamma \ L}
Le coefficient 2 est lié au fait que l'interface a deux côtés. {\displaystyle \gamma } est la tension superficielle, elle s'exprime en N/m et ne dépend que du fluide considéré. La mesure de cette force est donc un premier moyen de détermination de {\displaystyle \gamma }.

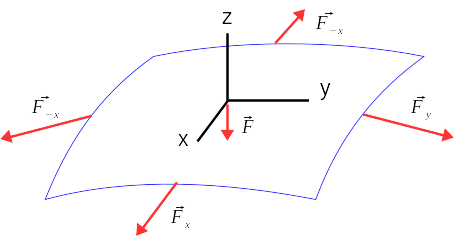
Bilan des forces de tension superficielle sur une surface courbe.

Si on considère une surface libre plane, le bilan des forces de tension superficielles sur la circonférence de la surface est nul. Dans le cas où la surface est courbée:
- ce bilan des forces de tensions superficielles sur un élément de surface reste nul en projection sur le plan tangent à la surface {\displaystyle Oxy} ;
- il n'est pas nul en projection sur l'axe normal à la surface {\displaystyle Oz}.

La force résultante {\displaystyle F} dépend des rayons de courbure de la surface {\displaystyle R_{x}} et {\displaystyle R_{y}} selon les deux axes orthogonaux {\displaystyle Ox} et {\displaystyle Oy}. cette force est contrebalancée par une pression que l'on nomme pression de Laplace : {\displaystyle \Delta P=\gamma \left({\frac {1}{R_{x}}}+{\frac {1}{R_{y}}}\right)}
La détermination de cette différence de pression entre les deux côtés de l'interface est donc un second moyen de détermination de la tension superficielle.

### Méthodes de mesure

#### Mesure de forme
- Méthode de la goutte pendante ou stalagmométrie : une goutte est observée de profil. Un ajustement précis de la forme par une famille de courbes connues, combiné à la taille de la goutte, permet de connaître la longueur capillaire. Connaissant la densité du liquide, on en déduit alors la tension superficielle.
- Méthode de la goutte sessile : une goutte est posée sur un support solide plan, on observe l'Angle de contact formé, qui nous permet de déterminer la tension superficielle.
- Méthode de la goutte tournante : on fait tourner un liquide 1 dans un liquide 2 de telle manière à avoir une géométrie de cylindre de longueur supérieure à quatre fois le rayon. Dans ce cas-là, la tension de surface est liée à la vitesse de rotation, au rayon du cylindre intérieur et à la différence de densité entre les deux liquides. Cette méthode est adaptée aux faibles tensions interfaciales. On mesure la tension de surface entre deux liquides dans ce cas-là.
- Méthode des encres test : on peut mesurer la tension de surface grâce à des encres test étalonnées. On trace un trait d'encre sur le matériau. Selon la réaction de l'encre on choisit l'encre d'un niveau supérieur ou inférieur, et ainsi de suite jusqu'à ce que l'on trouve le niveau de tension superficielle du matériau.
- Méthode de mesurage de la montée d'un liquide dans un tube capillaire selon la loi de Jurin.

#### Mesure de masse
La méthode du poids de goutte consiste à peser une goutte qui tombe d'un capillaire de rayon {\displaystyle r} connu. En première approximation, les forces qui s'appliquent sur la goutte sont son poids, {\displaystyle P=mg}, et la force due à la tension superficielle {\displaystyle \gamma } au niveau du capillaire, {\displaystyle F=2\pi r\gamma }. Au moment précis où la goutte se détache, le poids de la goutte est égal aux forces capillaires, {\displaystyle P=F}. On retrouve la loi de Tate,
Connaissant la masse {\displaystyle m} de la goutte, on peut remonter à la tension de surface {\displaystyle \gamma }.

#### Mesure de force
Les mesures de forces emploient des méthodes d'arrachement ou méthodes d'étirement de films liquides par une lame, un étrier, ou un anneau. C'est le cas des méthodes de la plaque de Wilhelmy et de l'anneau de du Nouy. On tire hors du liquide une plaque ou un anneau tout en mesurant la force exercée. On note la valeur de la force juste avant que le ménisque se détache. On divise la force ainsi obtenue par la largeur de la plaque ou par le périmètre de l'anneau, et on obtient la valeur de la tension superficielle modulo un facteur trigonométrique.

#### Mesure de pression
La mesure de la pression implique une méthode du maximum de la pression de bulle : on mesure la pression dans des bulles qu'on éjecte d'un capillaire plongé dans un liquide. À la pression maximale, une relation simple permet de calculer la tension de surface entre le liquide et l'air.

### Valeurs typiques
| Liquide                       | Température (°C) | Tension de surface γ (10−3 N m−1) |
| ----------------------------- | ---------------- | --------------------------------- |
| Acide acétique                | 20               | 27,6                              |
| Acide acétique (40,1 %) + Eau | 30               | 40,68                             |
| Acide acétique (10,0 %) + Eau | 30               | 54,56                             |
| Acétone                       | 20               | 23,7                              |
| Diéthyl éther                 | 20               | 17,0                              |
| Éthanol                       | 20               | 22,27                             |
| Éthanol (40 %) + Eau          | 25               | 29,63                             |
| Éthanol (11,1 %) + Eau        | 25               | 46,03                             |
| Glycérol                      | 20               | 63                                |
| Isopropanol                   | 20               | 21,7                              |
| Mercure                       | 15               | 487                               |
| Mercure                       | 20               | 436                               |
| Méthanol                      | 20               | 22,6                              |
| Octane                        | 20               | 21,8                              |
| Eau                           | 0                | 75,64                             |
| Eau                           | 20               | 72,8                              |
| Eau                           | 25               | 71,97                             |
| Eau                           | 37               | 70                                |
| Eau                           | 50               | 67,91                             |
| Eau                           | 100              | 58,85                             |

- interface (eau + surfactant pulmonaire)/air : 25 × 10−3 N m−1 [5];
- plasma sanguin, 37 °C : σ = 73 × 10−3 N m−1 [5].

Source : Flow Science inc.[réf. non conforme]
- interface eau/huile à 20 °C : σ = 20 × 10−3 N m−1 ;
- interface huile/air à 20 °C : σ = 32 × 10−3 N m−1.

## Mécanisme

### Interface liquide/gaz
Au sein d'un fluide (liquide ou gaz), les molécules exercent entre elles des forces d'attraction ou de répulsion : force de Van der Waals (attraction), force électrostatique (attraction ou répulsion, liaison hydrogène). Le potentiel d'interaction généré par ces forces intermoléculaires contribue à diminuer l'énergie du fluide, et donc à le stabiliser. Par exemple, dans le cas de l'eau, ce sont les liaisons hydrogène qui confèrent à l’eau sa force de cohésion. La différence importante entre un gaz et un liquide est que la densité du premier est mille fois plus faible que celle du second, par conséquent les molécules sont beaucoup plus éloignées les unes des autres et le gain en énergie généré par les forces intermoléculaires est beaucoup plus faible (le cas limite est le modèle du gaz parfait dans lequel les molécules n'ont aucune interaction).

Illustration des forces d'attraction entre les molécules d'un liquide en contact avec un gaz.

Un corps pur liquide homogène au repos forme une phase. Au sein de ce liquide, chaque molécule génère des forces d'interactions dans toutes les directions de façon totalement isotrope avec les molécules voisines: la résultante de ces forces est donc nulle. Si on se place à l'interface entre un liquide et un gaz, l'énergie due aux forces d'attractions entre les molécules du liquide et celles du gaz est négligeable car le gaz a une densité beaucoup plus faible que le liquide, les interactions intermoléculaires entre les molécules du liquide sont donc beaucoup plus fortes que les interactions entre les molécules du liquide et celles du gaz.
Ainsi, dans un liquide, toutes les molécules n'ont pas la possibilité de faire le même nombre de liaisons avec d'autres molécules du liquide. Les molécules de l'intérieur du liquide génèrent des interactions dans toutes les directions tandis que les molécules de la surface, exposées au gaz, ne se lient qu'avec les molécules du liquide situées à côté sur la surface ou en dessous d'elles dans le liquide. La résultante des forces pour les molécules de la surface est donc dirigée vers l'intérieur du liquide. Cette force est contrebalancée par une pression dans le liquide qui est supérieure à celle dans le gaz.
Du point de vue énergétique, deux molécules en interaction diminuent l'énergie du fluide localement. Les molécules à la surface du liquide ont moins l'occasion de faire baisser leur énergie par des liaisons que les molécules du centre du liquide. La surface du liquide est donc une zone plus énergétique que l'intérieur. Comme tout système cherche à avoir une énergie minimale, cette surface est réduite au minimum. En apesanteur, le liquide forme une sphère, qui offre une surface minimale à volume constant. Sur Terre, sous l'effet de la pesanteur, le liquide forme une goutte, et suivant son affinité avec la surface sur laquelle elle est posée, elle s'étale plus ou moins en formant un dôme, un peu aplati en raison de la gravité.
La différence d'énergie génère donc des forces qui permettent de maintenir le fluide dans une configuration géométrique donnée, ce sont les forces capillaires qui sont tangentes à la surface. Si on considère une portion de surface, cette force s'exerce sur le contour de la surface et la maintient dans une position donnée. Cette force s'exprime donc par l'équation {\displaystyle {\text{d}}f=\gamma \,{\text{d}}l}, {\displaystyle \gamma } étant la tension superficielle et {\displaystyle {\text{d}}l} la longueur de contour considérée.
Pénétrer dans le fluide nécessite donc une certaine énergie, ce qui explique le fait que des insectes (tels que les gerridés) ou des objets légers (trombones) puissent être posés sur la surface de l’eau sans qu’ils coulent, et que l’on puisse verser de l’eau dans un verre, jusqu’à ce que le niveau de l’eau dépasse les bords du verre, sans pour autant qu’elle ne coule.
Dans le vide, on assiste au même phénomène : une partie du liquide s'évapore (voir l'article Pression de vapeur saturante). Ainsi, la couche de gaz à faible pression qui environne la surface du liquide joue le même rôle.
Dans le cas particulier d'une bulle, le liquide se présente sous la forme d'une pellicule très fine, soumise à une pression du gaz intérieur un peu plus élevée qu'à l'extérieur. Si les forces d'attraction au sein du liquide sont faibles, la pellicule ne tient pas. À l'inverse, si ces forces sont fortes, la pellicule tient bien et a un comportement élastique (bulle de savon).

### Interface liquide/liquide
Lorsque deux liquides A et B sont miscibles, ils forment une seule phase. Par contre, s'ils sont non miscibles, ils forment deux phases distinctes.
- pour les molécules de A :
  - à une attraction vers l'intérieur du liquide A ;
  - à une répulsion de la part des molécules de B ;
- pour les molécules de B :
  - à une attraction vers l'intérieur du liquide B ;
  - à une répulsion de la part des molécules de A.

On voit donc que la résultante des forces est située vers l'intérieur de chacun des liquides dans tous les cas.
La forme de l'interface est donc déterminée par
- les forces d'attraction au sein des liquides, A/A et B/B ;
- la force de répulsion entre A et B[à vérifier];
- la pesanteur le cas échéant.

C'est le cas de l'eau et de l'huile, de la vinaigrette :
- soit l'huile forme une couche au-dessus de l'eau ;
- soit l'huile forme des gouttelettes au sein de l'eau (émulsion).

### Ligne triple: le contact solide – liquide – vapeur
On est souvent en présence de la ligne où se joignent trois interfaces, à la jonction de trois phases, par exemple solide/liquide/gaz. On appelle ligne triple cette jonction. Dans le cas où l'une des phases est solide, ce phénomène s'appelle mouillage et on appelle angle de contact l'angle entre l'interface fluide/fluide et la surface solide. Cet angle de contact est donné par la Loi de Young-Dupré. Une ligne triple s'observe couramment, par exemple dans les situations suivantes :
- goutte posée sur un solide ;
- goutte suspendue à un solide ;
- bord d'un verre.

Les interactions liquide/gaz ont été décrites ci-dessus.
De même, les molécules du liquide peuvent être attirées ou repoussées par les molécules du solide. La forme de l'interface au niveau du point triple est déterminée par :
- la force d'attraction au sein du liquide ;
- l'attraction ou la répulsion du solide pour le liquide ;
- la pression du gaz, et son éventuelle l'attraction pour le liquide ;
- le champ de gravité.

Si le solide et le liquide s'attirent :
- la goutte posée sur le solide a tendance à s'étaler ;
- la goutte suspendue est retenue ;
- la surface du liquide au contact du solide se creuse. Le liquide remonte le long du verre. La forme de l'interface solide-liquide-gaz est appelée "ménisque" et le phénomène est nommé capillarité.

Si le liquide et le solide ne s'attirent pas :
- la goutte posée sur le solide a tendance à  ramasser sur elle-même et à prendre une forme sphérique.
- la goutte suspendue n'est pas retenue et tombe.
- la surface du liquide au contact du solide se bombe.

Des composés permettent de diminuer la tension superficielle, ce sont des tensioactifs.

## Modélisation
La tension superficielle se mesure en newtons par mètre (N m−1) ou en joules par mètre carré (J m−2) et caractérise la cohésion interne d'un liquide. Elle a pour valeur l'énergie potentielle qu'il faudrait communiquer à ce liquide pour toute déformation qui augmenterait sa surface de 1 m² .
Le système tend à minimiser l'énergie de surface.